# Zmarli w listopadzie 2009

## Listopad 2009
- 30 listopada
  - Milorad Pavić, serbski pisarz
  - Héctor Gros Espiell, minister spraw zagranicznych Urugwaju w latach 1990-93[1]
- 29 listopada
  - Aleksander, syn króla Belgów Leopolda III
  - Patrick Konchellah, kenijski lekkoatleta
  - Robert Holdstock, brytyjski pisarz fantasy
- 27 listopada
  - Edward Remiszewski, polski saper wojskowy w stopniu pułkownika, naczelnik Ełku (1986–1988), komendant Wojskowej Komendy Uzupełnień w Ełku (1990–1996)[2]
- 24 listopada
  - Samak Sundaravej, tajski polityk, premier Tajlandii w 2008[1]
  - Toni Keczer, polski wokalista zespołu Czerwono-Czarni
- 21 listopada
  - Maria Klejdysz, polska aktorka[3]
- 20 listopada
  - Mayer Kirshenblatt, polsko-kanadyjski malarz żydowskiego pochodzenia
  - Ghulam Mustafa Jatoi, premier Pakistanu w 1990[1]
  - Lino Lacedelli, włoski wspinacz
  - Mieczysław Szymkowiak, polski piłkarz, trener piłkarski, współselekcjoner reprezentacji Polski, dziennikarz sportowy[4]
- 18 listopada
  - Anna Kołyszko, polska tłumaczka literatury angielskiej i amerykańskiej
  - Alastair Turner Baillie, gubernator Anguilli w latach 1983-87[1]
- 17 listopada
  - James Roland Walter Parker, gubernator Falklandów w latach 1977-80[1]
- 16 listopada
  - Ángel Díaz de Entresotos Mier, przewodniczący rządu Kantabrii w latach 1984-87[1]
  - Helena Eilstein, polska filozof żydowskiego pochodzenia
- 15 listopada
  - Pierre Harmel, belgijski polityk, premier(1965-1966)[5][1]
  - Tia Barrett, Wysoki Komisarz Wysp Cooka[1]
  - Paweł, patriarcha Serbskiego Kościoła Prawosławnego
- 13 listopada
  - Bruce King, amerykański polityk, gubernator Nowego Meksyku w latach 1971-75, 1979-83, 1991-95[1].
- 12 listopada
  - Bernard Kolelas, premier Konga w roku 1997[1]
  - Erich Leo Lehmann, amerykański statystyk (ur. 1917)
- 10 listopada
  - Gheorghe Dinică, rumuński aktor
  - Robert Enke, niemiecki piłkarz, bramkarz, członek reprezentacji narodowej Niemiec
  - Sabina Kotlarek-Haus, lekarz hematolog
  - Hisaya Morishige, japoński aktor
  - John Allen Muhammad, amerykański seryjny morderca zwany „snajperem z Waszyngtonu”
- 9 listopada
  - Jorgos Kontojeorjis, grecki ekonomista i polityk, parlamentarzysta, minister (1980–1981, 1989, 1990) członek Komisji Europejskiej (1981–1985)[6]
- 8 listopada
  - Armin Gessert, niemiecki deweloper
  - Witalij Ginzburg, rosyjski fizyk teoretyk i astrofizyk, laureat Nagrody Nobla z fizyki w 2003 r.
  - Igor Starygin, rosyjski aktor
- 7 listopada
  - Alona Bondarczuk, rosyjska aktorka
  - Chris Harman,brytyjski dziennikarz, redaktor naczelny czasopisma Międzynarodowy Socjalizm
  - Jan Tyszkiewicz, polski kompozytor i dziennikarz radiowy, współpracownik Rozgłośni Polskiej Radia Wolna Europa
- 6 listopada
  - Aleksander Andryszak, polski polityk, urzędnik państwowy, poseł na Sejm II kadencji
  - István Belovai, węgierski tajny agent
  - Bachir Boumaza, algierski polityk
  - Nick Counter, amerykański producent telewizyjny
  - Nikos Chadzinikolau, polski pisarz greckiego pochodzenia[7]
  - Dimitri De Fauw, belgijski kolarz
  - Otomar Krejča, czeski reżyser teatralny
  - Abraham Escudero Montoya, kolumbijski duchowny katolicki, biskup Palmiry
  - Antonio Rosario Mennonna, włoski duchowny katolicki, biskup
  - Günter Naumann, niemiecki aktor
  - Manuel Solís Palma, tymczasowy prezydent Panamy w latach 1988-89[1]
- 5 listopada
  - Robert Gutman, estoński aktor
  - Félix Luna, argentyński historyk
  - Stella Májová, czeska aktorka
- 4 listopada
  - Iwan Biakow, radziecki,ukraiński biathlonista, 2-krotny mistrz olimpijski
  - Hubertus Brandenburg, niemiecki duchowny katolicki, biskup ordynariusz sztokholmski w latach 1976–1998
  - Stefano Chiodi, włoski piłkarz
  - Jerzy Czuraj, polski artysta i malarz
  - Stanisław Flanek, polski piłkarz, obrońca, długoletni zawodnik Wisły Kraków
  - Roman Moravec, słowacki lekkoatleta, skoczek wzwyż
  - Kabun Muto, minister spraw zagranicznych Japonii w 1993[1]
- 3 listopada
  - Francisco Ayala, hiszpański pisarz[8]
  - Carl Ballantine, amerykański aktor
  - Dodo Chichinadze, gruzińska aktorka
  - Tamás Lossonczy, węgierski malarz
- 2 listopada
  - Grażyna Langowska, polska nauczycielka i polityk, posłanka na Sejm X i III kadencji
  - Sabattaj Kalmanowicz,rosyjski wojskowy, agent KGB
  - Fiodor Loszenkow, rosyjski polityk
  - Krzysztof Kalukin, polski reżyser i operator filmów dokumentalnych
- 1 listopada
  - José Luis López Vázquez, hiszpański aktor
  - Amir Pnueli, izraelski informatyk, laureat nagrody Turinga w 1996